# 26a edició dels Premis Sant Jordi de Cinematografia
La 26a edició dels Premis Sant Jordi de Cinematografia va tenir lloc el 23 d'abril de 1982, patrocinada per Ràdio Nacional d'Espanya. Els premis es van donar a conèixer el dia 2 d'abril després d'una de les deliberacions més llargues del jurat del premi.
La cerimònia d'entrega es va dur a terme al Saló de la Verge de Montserrat del Palau de la Generalitat de Catalunya i els guardons foren entregats en persona pel president de la Generalitat de Catalunya Jordi Pujol i Soley davant la presència del director de Radio Nacional de España a Catalunya Josep Lluís Surroca i Pratdesaba. En acabar la cerimònia es va retre homenatge al crític i il·lusionista Antonio de Armenteras.

## Premis Sant Jordi
| Categoria                       | Premiat                | Labor premiada                            |
| ------------------------------- | ---------------------- | ----------------------------------------- |
| Millor pel·lícula espanyola     | Maravillas             | Pel·lícula                                |
| Millor pel·lícula estrangera    | Atlantic City          | Louis Malle                               |
| Millor interpretació espanyola  | Assumpta Serna         | Dulces horas Vecinos                      |
| Millor interpretació estrangera | Romy Schneider         | Fantasma d'amore Ludwig La Mort en direct |
| Millor pel·lícula infantil      | Brontosaurus           | Věra Plívová-Šimková                      |
| Millor curtmetratge espanyol    | Alfonso Sánchez        | José Luis Garci                           |
| Millor curtmetratge estranger   | Desert                 | -                                         |
| Premi Especial del Jurat        | Ángel Zúñiga Izquierdo | -                                         |